# Косорићи
Косорићи је насеље у општини Шавник у Црној Гори. 

## Историја
Село датира из средњег вијека, што потврђује и сеоска Црква која је саграђена у том добу. Из тог села потичу девет војвода, од којих су најзначајнији војвода Илија Косорић, Mилија Косорић као и Оташ Косорић.